# Triphyophyllum peltatum
Triphyophyllum peltatum är en tvåhjärtbladig växtart som först beskrevs av John Hutchinson och Dalz., och fick sitt nu gällande namn av Airy Shaw. Triphyophyllum peltatum ingår i släktet Triphyophyllum och familjen Dioncophyllaceae. Inga underarter finns listade i Catalogue of Life.

## Bildgalleri

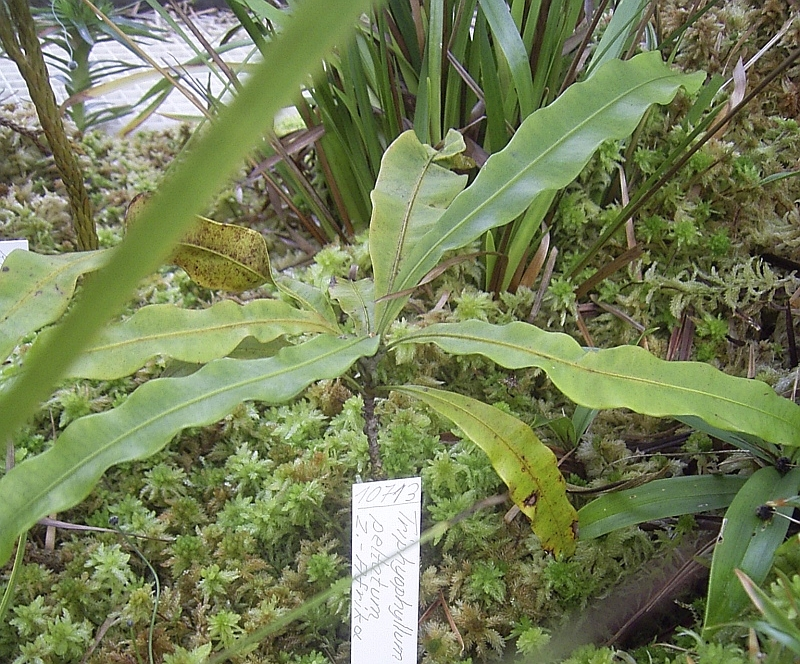
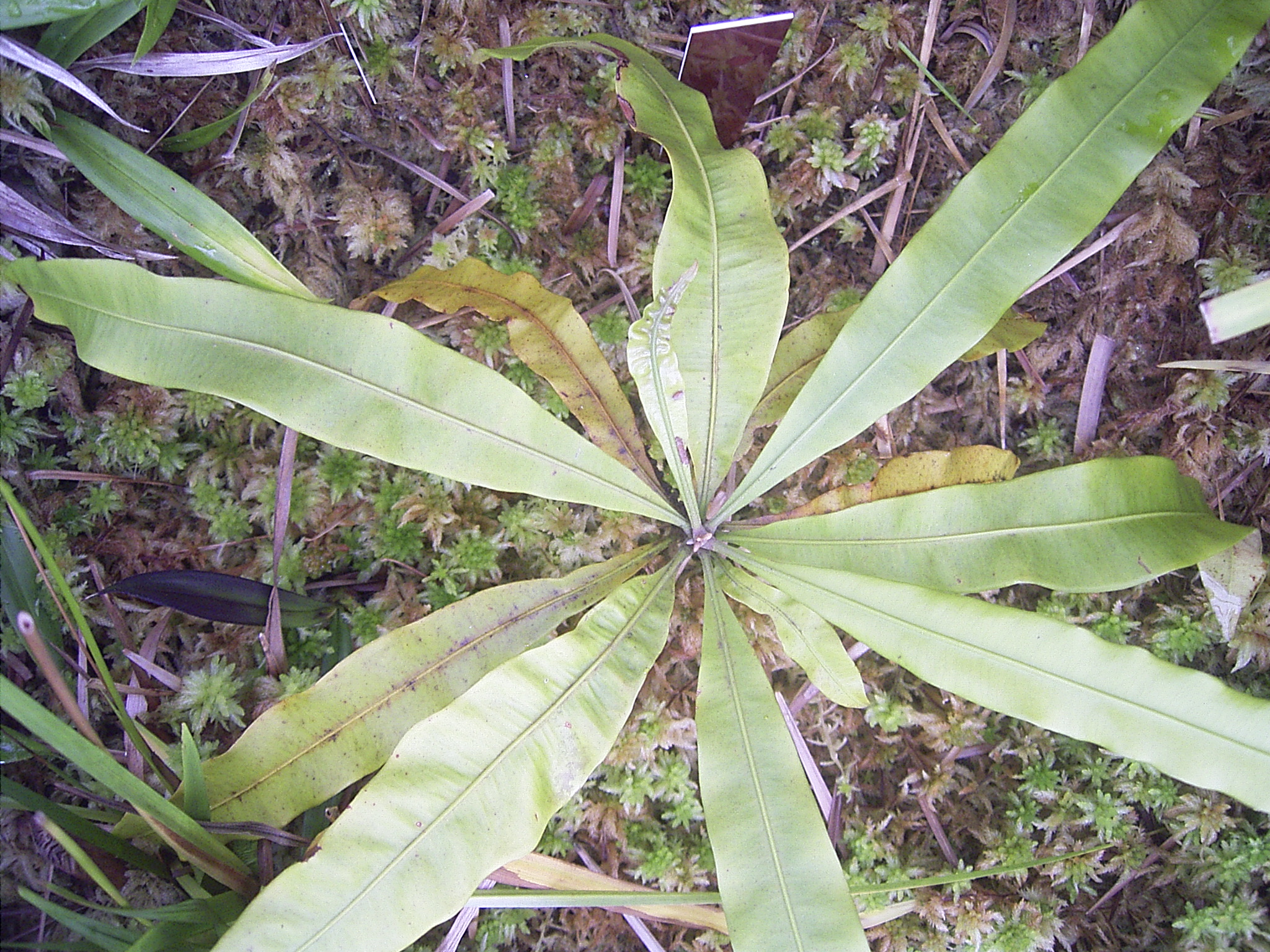
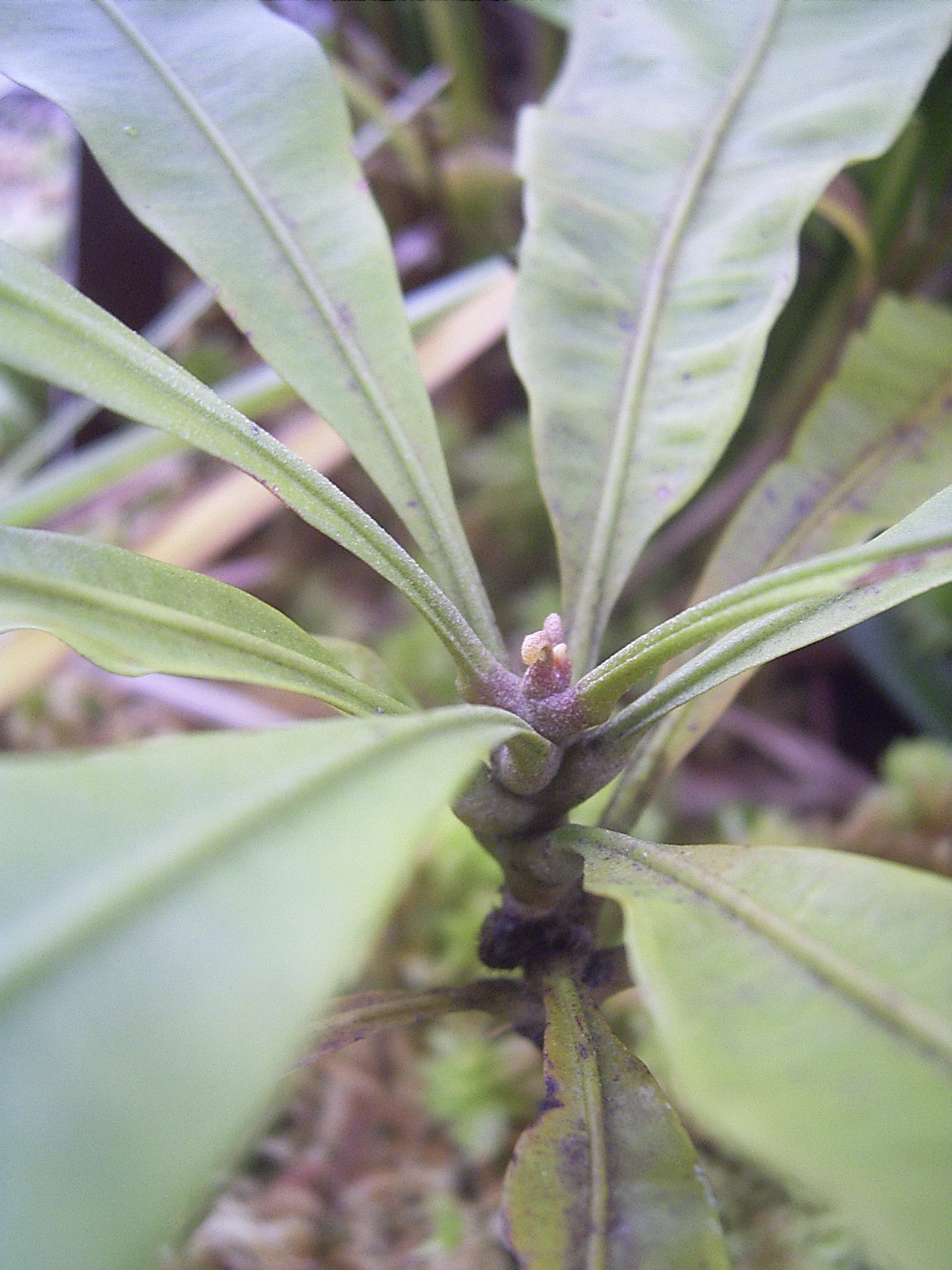
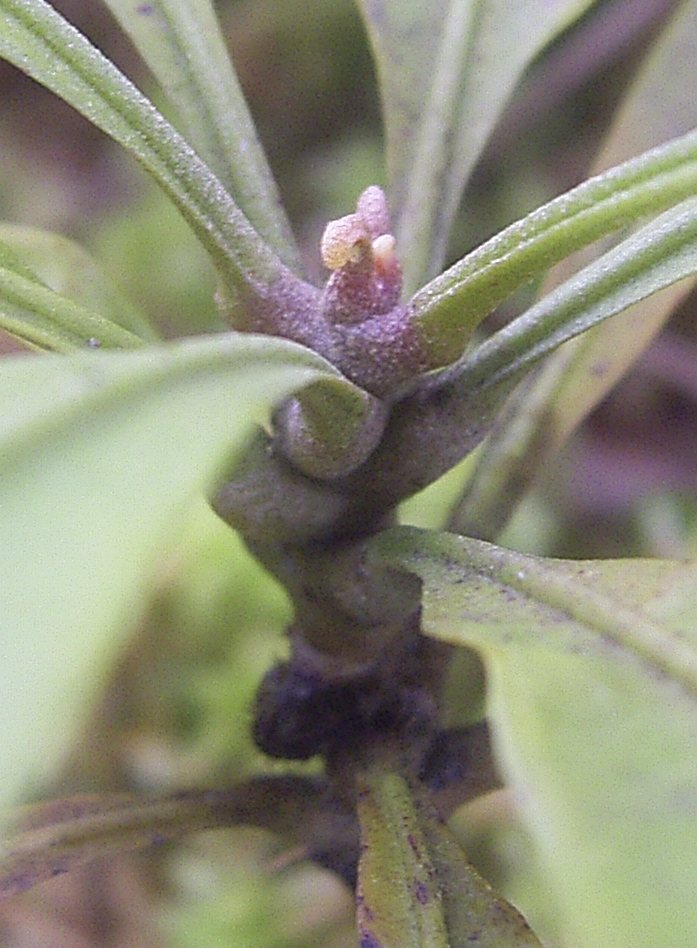